# Новая Слобода (Гомельская область)
Новая Слобода (бел. Новая Слабада) — деревня в Пиревичском сельсовете Жлобинского района Гомельской области Белоруссии.

## География

### Расположение
В 22 км на юго-восток от Жлобина, 2 км от железнодорожной станции Салтановка (на линии Жлобин — Гомель), 75 км от Гомеля.

## Транспортная сеть
Транспортные связи по просёлочной, а затем автомобильной дороге Бобруйск — Гомель. Планировка состоит из короткой прямолинейной широтной улицы. Застройка деревянная, усадебного типа.

## История
Основана в начале 1920-х годов переселенцами из соседних деревень. В 1931 году жители вступили в колхоз. Во время Великой Отечественной войны оккупанты сожгли 7 дворов. 16 жителей погибли на фронте. Согласно переписи 1959 года в составе совхоза «Пиревичский» (центр — деревня Пиревичи).

## Население

### Численность
- 2004 год — 8 хозяйств, 13 жителей.

### Динамика
- 1940 год — 24 двора, 79 жителей.
- 1959 год — 105 жителей (согласно переписи).
- 2004 год — 8 хозяйств, 13 жителей.